# Tararp
Tararp är en by öster om Asarum i Karlshamns kommun. SCB avgränsade 2020 bebyggelsen till en småort
Byn är främst känd för sina jättegrytor, ett tiotal varav de största är 3–4 meter i diameter och fyra meter djupa. En av jättegrytorna har spruckit så att man från sidan kan se hur den ser ut i genomskärning.